# Zachód Grońskiego

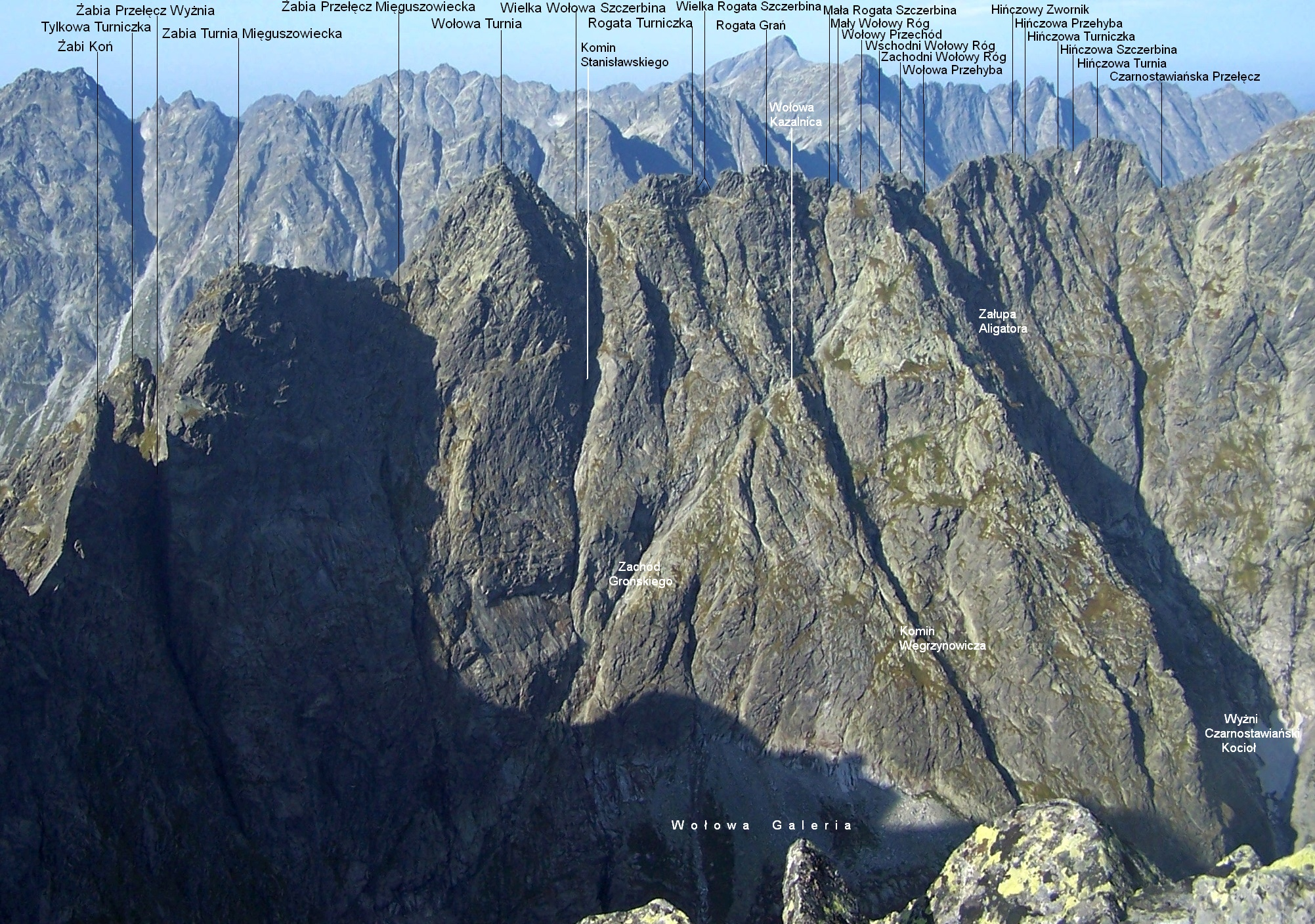

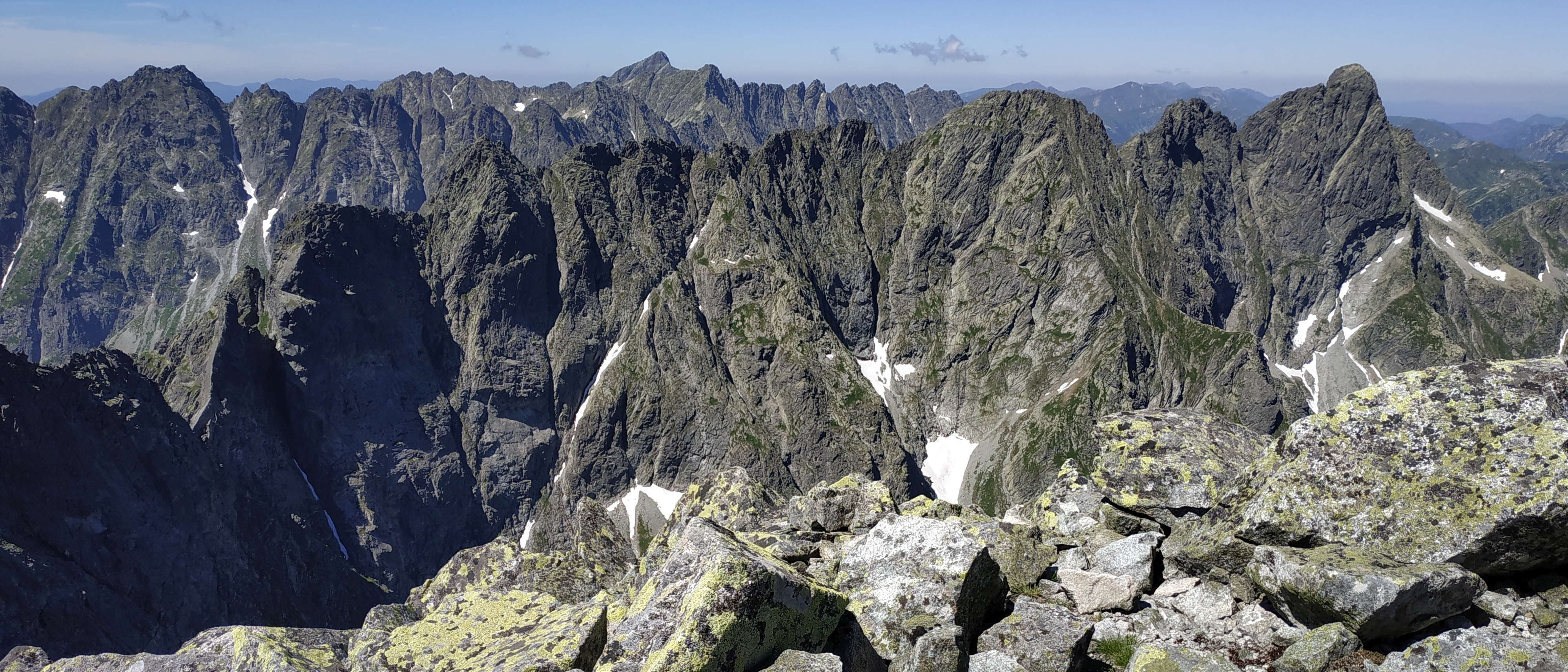

Zachód Grońskiego – wielki zachód i żleb na północnej ścianie Wołowego Grzbietu (Volí chrbát) w Tatrach Wysokich. Jest główną formacją skalną w całym, około kilometrowej długości murze Wołowego Grzbietu. Zaczyna się w piarżyskach u podstawy północnej ściany Żabiej Turni Mięguszowieckiej (2335 m) i ciągnie skośnie w prawo aż do Wołowej Przehyby (ok. 2350 m). Prowadzi nim droga wspinaczkowa, zachód jest także punktem startowym lub końcowym wielu innych dróg.
Nazwa formacji jest w środowisku taternickim znana od dawna. Pochodzi od nazwiska taternika Stanisława Grońskiego. Nie był on jednak pierwszym zdobywcą tej formacji, z tego też powodu Wielka encyklopedia tatrzańska w 1995 r. zmieniła nazwę zachodu, jednak w środowisku taternickim nowa nazwa nie przyjęła się.
Zachód Grońskiego jest bardzo stromy i skalisto-piarżysty. Miejscami ma charakter zamkniętego żlebu, miejscami otwartego zachodu, a w najwyższej przekształca się w skalistą rynnę. W niektórych miejscach jest silnie eksponowany. Jest kruchy i nierzadko trafiają się spadające kamienie. Przecina go kilka wielkich żlebów i kominów. W kolejności od lewej do prawej (patrząc od dołu) są to: żleb Żabiej Przełęczy Wyżniej, żleb Żabiej Przełęczy Mięguszowieckiej, Komin Stanisławskiego i żleb będący przedłużeniem Komina Węgrzynowicza.

## Taternictwo
Pierwsze przejścia
- letnie: większą część Zachodu Grońskiego przeszli Wanda Jerominówna i Mieczysław Świerz 31 sierpnia 1921 roku. Całym żlebem po raz pierwszy przeszli Janusz Chmielowski, Zygmunt Klemensiewicz i Mieczysław Świerz 20 sierpnia 1926 r.
- zimowe: Stanisław K. Zaremba 30 grudnia 1934 r.
- pierwszy zjazd narciarski: Piotr Konopka 4 czerwca 1994 r.[1]

Drogi wspinaczkowe
1. Zachodem Grońskiego; 0+, miejsca I, czas przejścia od szlaku na Rysy do Wołowej Przehyby 1 godz. 15 min[1].